# ENDLI☆TV
ENDLI☆TV（エンドリティービー）は、フジテレビ系列で2007年4月3日に放送された特番。ENDLICHERI☆ENDLICHERIの内面、思想を追うドキュメント形式の音楽番組。LIVE映像、小林武史との対談、アーティストからのコメントなどから構成されるが、CGやイメージ映像を多用するなど独特の世界観を持つ。

## 概要
ENDLICHERI☆ENDLICHERI Presents Neo Africa Rainbow Ax Funky Party 2007から「Blue Berry」「傷の上には赤いBLOOD」「Rainbow Wing」の３曲が、
2007年3月18日に新木場STUDIO COASTで行なわれたAP BANG!に飛び入り参加した際に唄った「ソメイヨシノ」の４曲がLIVE映像として使用された。
また、小林武史との対談の他、大森はじめ（東京スカパラダイスオーケストラ）、土屋公平、堂島孝平、一青窈、矢井田瞳、YOU、吉田建といった著名なアーティストたちからENDLICHERI☆ENDLICHERIの音楽やLIVEについてのコメントが寄せられた。

番組全編を通して龍や幾何学模様、文字などのCGが多用され、独特の世界観を出している。

番組中盤にはこれまでENDLICHERI☆ENDLICHERIがリリースした数曲の歌詞を切り貼りした、新たな１つのメッセージが流された。

対談では主に「愛」「奈良」「縁」など非常に抽象的なテーマについて語られ、ENDLICHERI☆ENDLICHERIの内面を深くあぶり出す一方で難解な印象もある。

## 出演者
★ENDLICHERI☆ENDLICHERI

ナレーション

★鳥越俊太郎

コメント

★大森はじめ（東京スカパラダイスオーケストラ）

★土屋公平

★堂島孝平

★一青窈

★矢井田瞳

★YOU

★吉田建

## ネット局
当初フジテレビ系列のみの放送だったが、各地の熱狂的なファンの要望に応える形で放送が拡大していったこともこの番組の特徴の１つである。

★2007/04/03 25:50〜26:50 フジテレビ

★2007/04/03 25:50〜26:50 新潟総合テレビ

★2007/04/11 25:11〜26:11 テレビ宮崎

★2007/04/18 25:13〜26:13 仙台放送

★2007/04/22 24:25〜25:25 東海テレビ

★2007/04/27 25:05〜26:05 鹿児島テレビ

★2007/04/28 26:15〜27:15 石川テレビ

★2007/04/29 24:45〜25:45 福井テレビ

★2007/05/03 24:40〜25:40 高知さんさんテレビ

★2007/05/07 25:05〜26:05 山陰中央テレビ

★2007/05/11 25:24〜26:24 テレビ大分

★2007/05/14 24:30〜25:30 関西テレビ

★2007/05/16 24:40〜25:40 富山テレビ

★2007/05/20 24:15〜25:15 テレビ西日本

★2007/05/20 25:30〜26:30 関西テレビ

★2007/05/23 26:35〜27:35 秋田テレビ

★2007/05/27 25:45〜26:45 テレビ熊本

★2007/06/02 25:45〜26:45 北海道文化放送

★2007/06/10 24:15〜25:15 テレビ長崎

★2007/06/17 24:55〜25:55 長野放送

★2007/06/19 24:40〜25:40 沖縄テレビ

## スタッフ
- TD／SW：馬場直幸
- CAM：勝村信之、上村克志
- VE：青山修司、渋谷岳彦
- AUD：太田宗孝
- LD：小林敦洋
- EED：清野和敬（IMAGICA）
- MA：伊藤一馬（IMAGICA）
- 音響効果：中田圭三（4-Legs）
- TK：槇加奈子
- 美術プロデューサー：大坊雄二
- 美術進行：内山高太郎
- CG：小山未来、渡辺之雄、MASARU OZAKI／松本幸也（orb）
- 技術協力：共同テレビジョン、八峯テレビ、FLT、タムコ
- 協力：熱帯魚のチャイ、テトラジャパン、クロコ、ニッソー
- 編成：成戸真知子
- 事業：野沢昌宏、行武直高
- AP：宇賀神裕子、加藤万貴
- プロデューサー：きくち伸
- 構成／演出：浜崎綾
- 制作：フジテレビバラエティ制作センター／音組
- 制作著作：フジテレビ